# Pseudopatiria
Pseudopatiria is een geslacht van zeesterren uit de familie Asterinidae.

## Soort
- Pseudopatiria obtusa (Gray, 1847)